# Liste des lieux de culte de l'Estrie
La Liste des lieux de culte de la Montérégie liste l'ensemble des lieux de culte situés dans la région administrative de l'Estrie au Québec.

## Liste

### Lieux de culte chrétiens

#### Lieux de culte catholiques
| Lieu de culte                                   | Illustration | Municipalité | Adresse | Coordonnées | Année de construction | Lien dans l'ILCQ | Notes |
| ----------------------------------------------- | ------------ | ------------ | ------- | ----------- | --------------------- | ---------------- | ----- |
| Basilique-cathédrale Saint-Michel de Sherbrooke |              | Sherbrooke   |         |             | 1915-1957             |                  |       |
| Église Sainte-Agnès de Lac-Mégantic             |              | Lac-Mégantic |         |             | 1911-1913             |                  |       |
| Église Saint-Wilfrid de Kingscroft              |              | Kingscroft   |         |             | 1910                  |                  |       |
| Église Saint-Vital de Lambton                   |              | Lambton      |         |             | 1905-1907             |                  |       |

#### Lieux de culteanglican
| Lieu de culte          | Illustration | Municipalité | Adresse | Coordonnées | Année de construction | Lien dans l'ILCQ | Notes |
| ---------------------- | ------------ | ------------ | ------- | ----------- | --------------------- | ---------------- | ----- |
| Chapelle Christ Church |              |              |         |             | 1896                  |                  |       |
| Chapelle Saint-John    |              | Frontenac    |         |             | 1889                  |                  |       |